# Kulin
Kulin is een plaats in de regio Wheatbelt in West-Australië.

## Geschiedenis
Ten tijde van de Europese kolonisatie leefden de Njaki Njaki Nyungah Aborigines in de streek. John Septimus Roe verkende de streek in 1848 en vermeldde de Aboriginesnaam voor de streek: 'Coolin'.
In de jaren 1870 waren er sandelhoutsnijders in de streek actief. Ze ontwikkelden paden tussen waterbronnen en bosjes sandelhout. Het sandelhout werd naar Fremantle vervoerd vanwaar het per schip naar Oost en Zuidoost-Azië ging. Tijdens de West-Australische goldrush stopten de meeste sandelhoutsnijders ermee waardoor er in de natuurgebieden nog sandelhout te vinden is.
Na 1905 vestigden de eerste pastoralisten zich in de streek, nabij de 'Kulin Rock Soak', een kwel die hen het hele jaar door van water voorzag. Nadat de eerste pastorale leases in de jaren 1910 vervielen vestigden zich landbouwers nabij de kwel en de Jilakin-meren. De overheid besloot tot het aanleggen van een spoorweg tussen Yilliminning en Kondinin, met een nevenspoor nabij de meren dat naar de meren werd vernoemd. In 1913 werd op vraag van de plaatselijke bevolking een dorp bij het nevenspoor gesticht. Het werd Jilakin genoemd naar het nevenspoor en de meren. In 1914 veranderde het dorp van naam, alweer op vraag van de plaatselijke bevolking, en werd Kulin.
Op 15 maart 1915 werd de spoorweg door de overheid overgenomen en op 16 maart werd ze officieel geopend. De plaatselijke bevolking vroeg al in 1915 om een schooltje maar een eerste schoollokaal zou pas op 15 mei 1916 in gebruik genomen worden. Doorheen de jaren zou de school worden uitgebreid. De latere premier van West-Australië, John Tonkin, gaf er ooit les.
Vanaf 1916 werd in het dorp onofficieel post verzorgd maar pas in 1926 ging een officieel postkantoor open. Op 1 april 1919 opende het Kulin Hotel. Het eerste gemeenschapshuis van Kulin opende op 3 mei 1919, een 'Agricultural Hall'.
In de jaren 1950 werd besloten Kunin op het waternet aan te sluiten en vroeg de plaatselijke bevolking om een zwembad. Op 18 maart 1966 opende toenmalig premier David Brand de 'Kulin War Memorial Swimming Pool'.

## Beschrijving
Kulin is het administratieve en dienstencentrum van het landbouwdistrict Shire of Kulin. Het is een verzamel- en ophaalpunt voor de oogst van de graanproducenten uit de streek die bij de Co-operative Bulk Handling Group aangesloten zijn.
In 2021 telde Kulin 352 inwoners, tegenover 353 in 2006.
Kulin heeft een gemeenschapscentrum (En: Community Resource Centre) met een toerismekantoor, een zwembad, bibliotheek, districtsschool, kinderdagverblijf, medisch centrum en verscheidene sportfaciliteiten.

## Bezienswaardigheden

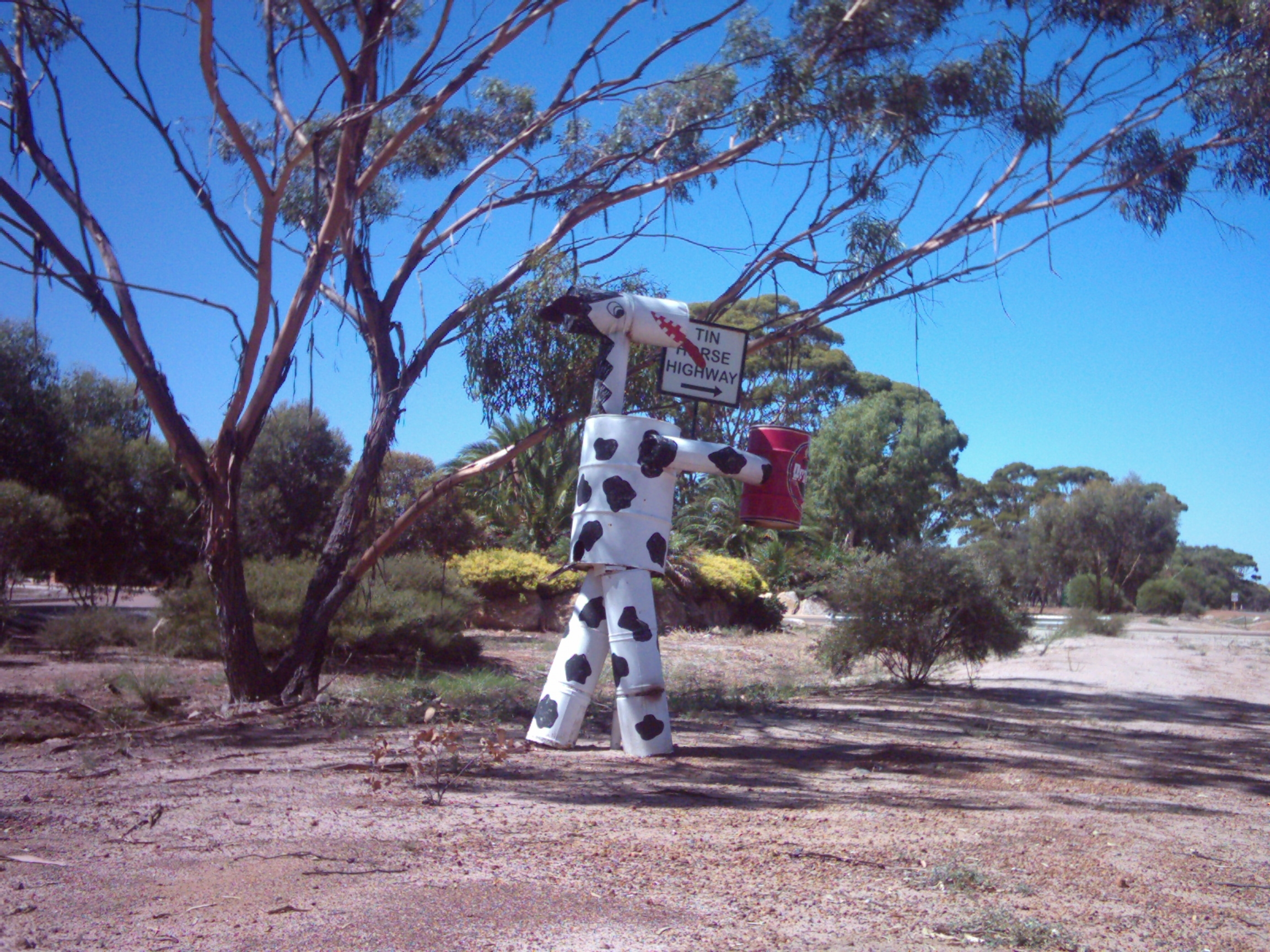
Tin Horse Highway

Er is een toerismekantoor in het Kulin Community Resource Centre gevestigd waar men informatie kan bekomen over onder meer:
- Butlers Garage, een streekmuseum met vooral oldtimers en landbouwgereedschap en -machines
- Macrocarpa Wildflower Walk Trail, een korte wandeling met oog voor de lokale flora
- Tin Horse Highway, een ludiek artistiek gemeenschapsproject langs een toeristische autoroute
- Jilakin Lake and Rock, een uitkijkpunt met een panoramisch uitzicht over de omgeving
- Pathways to Wave Rock, een toeristische autoroute die Kulin aandoet en Wave Rock als bestemming heeft.

## Transport
Kulin ligt 283 kilometer ten oostzuidoosten van Perth, 289 kilometer ten oostnoordoosten van Bunbury en 23 kilometer ten zuiden van Kondinin, een 20-tal kilometer van State Route 40. De GE2 busdienst van Transwa die tussen Perth en Esperance rijdt doet Kulin tweemaal per week aan.
Over de spoorweg die door Kulin loopt rijden enkel nog graantreinen van de CBH Group. Ze maakt deel uit van het spoorwegnetwerk van Arc Infrastructure.
Er ligt een startbaan in Kulin: Kulin Airport (LCL: A06).

## Klimaat
Kulin kent een warm mediterraan klimaat, Csa volgens de klimaatclassificatie van Köppen. De gemiddelde jaarlijkse temperatuur bedraagt 16,4 °C en de gemiddelde jaarlijkse neerslag ligt rond 346 mm.
Aldersyde · Amery · Ardath · Arthur River · Baandee · Babakin · Badgingarra · Badjaling · Bailup · Bakers Hill · Balkuling · Ballaying · Ballidu · Beacon · Beenong · Beermullah · Bejoording · Belka · Bencubbin · Bendering · Benjaberring · Beverley · Bilbarin · Bindi Bindi · Bindoon · Bodallin · Bolgart · Bonnie Rock · Boolading · Booraan · Brookton · Bruce Rock · Bullaring · Bullfinch · Bulyee · Bungulla · Buntine · Burakin · Burracoppin · Cadoux · Calingiri · Campion · Caraban · Carrabin · Cataby · Cervantes · Chandler · Chittering · Clackline · Cold Harbour · Congelin · Coomberdale · Copley · Corrigin · Cowcowing · Crossman · Cuballing · Culbin · Cunderdin · Dalwallinu · Dandaragan · Dangin · Darkan · Dattening · Dongolocking · Doodlakine · Dowerin · Dudinin · Dumbleyung · Duranillin · Dwarda · Ejanding · Elabbin · Erikin · Gabbin · Gingin · Goomalling ·  Grass Valley · Greenhills · Guilderton · Gwambygine · Harrismith · Highbury · Hines Hill · Holt Rock · Hyden · Jelcobine · Jennacubbine · Jennapullin · Jitarning · Jurien Bay · Kalannie · Karlgarin · Kellerberrin · Kondinin · Kondut · Koojan · Koolyanobbing · Koorda · Korbel · Korrelocking · Kukerin · Kulin · Kulja · Kulyaling · Kunjin · Kununoppin · Kweda · Kwelkan · Kwolyin · Lancelin · Lake Brown · Lake Grace · Lake King · Ledge Point · Manmanning · Marvel Loch · Meckering · Meenaar · Merredin · Miling · Minnivale · Mogumber · Mokine · Moodiarrup · Mooliabeenee · Moora · Moorine Rock · Moorumbine · Moulyinning · Mount Hardey · Mount Kokeby · Mount Walker · Muchea · Mukinbudin · Muntadgin · Nalya · Nangeenan · Narembeen · Narrogin · New Norcia · Newdegate · Nilgen · Nokaning · North Bannister · Northam · Nukarni · Nungarin · Pantapin · Piawaning · Piesseville · Pingaring · Pingelly · Pithara · Popanyinning · Quairading · Quindanning · Regans Ford · Seabird · Shackleton · Southern Cross · Spencers Brook · Tammin · Tincurrin · Toodyay · Trayning · Varley · Wagin · Walebing · Walgoolan · Wandering · Wannamal · Watheroo · Welbungin · West Dale · West Toodyay · Westonia · Wialki · Wickepin · Wilbinga · Williams · Wongan Hills · Woodridge · Wubin · Wundowie · Wyalkatchem · Yealering · Yelbeni · Yellowdine · Yilliminning · Yerecoin · York · Yorkrakine · Yornaning · Yoting · Youndegin